# Чудики (игра)
«Чудики» — компьютерная игра в жанре аркада, разработанная и изданная компанией Sigma Team для Windows в 2003 году, позже портированная на Android. На английском известна как Crazy Lunch. Является развивающей игрой для детей. Распространяется по freeware-схеме.
Игра состоит из трёх мини-игр: в первой нужно кликать мышкой по чудикам и не дать утащить им звёздочки, вторая на память, в которой нужно убрать все пары одинаковых предметов, которые чудики прячут за спиной, а третья — клавиатурный тренажёр: нужно быстро вводить на клавиатуре слова, которые написаны у них над головами, пока они не украли завтрак.

## Критика
Игра получила оценку в 60 % от Игоря Артёмова из Absolute Games.